# 蔡祥
蔡祥（1995年03月13日—），出生於臺灣南投縣，賽德克族，就讀於國立台灣大學獸醫系，模特兒、女演員、女藝人 ，
2014年加入伊林娛樂。
2016年亦為伊林Eelin Girl輕甜心女孩成員同年領銜主演中視、中天、公視播出《川流之島》劇中飾演露比 ，中天、中視《非常異視界》助理主持人。
2021年轉換經紀公司聚創意娛樂
2022年《日本神戶旅遊觀光大使》

## 主持作品

### 電視節目
- 中天娛樂台、中視數位台

《非常異視界》助理主持人 
- 八大娛樂台

《奇幻的旅程》助理主持人
- Taiwan PLUS

2022年《英文旅遊頻道》

### 廣播節目
- 好好聽FM

《蔡祥的異想世界》DJ主持

## 演出作品

### 電視劇
| 拍攝年份 | 首播時間       | 頻道                 | 劇名                | 劇種         | 飾演            |
| -------- | -------------- | -------------------- | ------------------- | ------------ | --------------- |
| 2016     | 2016年4月29日  | 中天娛樂台/中視/公視 | 川流之島            | 電視電影     | 露比            |
| 2017     | 2018年5月29日  | 博大影業             | 抓癢神探/校花神經探 | 大陸網路電影 | 夢夢            |
| 2018     | 2018年4月15日  | 三立/台視            | 三明治女孩的逆襲    | 電視劇       | 王凱蒂（Katie） |
| 2018     | 2018年11月24日 | 東森/台視            | 艾蜜麗的五件事      | 電視劇       | 白富美          |
| 2018     | 2020年3月26日  | 靖天戲劇台           | 逆風飛翔            | 迷你劇集     | 呂欣儀          |
| 2019     | 2020年8月14日  | 大愛電視             | 伊如陽光            | 電視劇       | An-Min          |
| 2019     | 2021年4月23日  | 大愛電視             | 阿良的歸白人生      | 電視劇       | 高文君 (少女)   |
| 2019     | 2020年         | 大愛電視             | 生命之歌            | 電視劇       | A-MIN           |
| 2020     | 2021年         |                      | 能力者N的起點       | 網路劇       | 艾羽            |
| 2020     | 2021年7月5日   | 大愛電視             | 阿芬的幸福修練      | 電視劇       | 佳佳            |
| 2021     | 2021年12月20日 | 衛視中文台           | 如果花知道          | 電視劇       | 李莉            |
| 2022     | 2021年5月11日  | 華視                 | 莒光園地            | 電視劇       |                 |
| 2024     | 2024年1月15日  | 台視                 | 追分成功            | 電視劇       | 林萌/阿琳       |
| 2024     | 2024年11月4日  | 東森超視/華視        | 阿榮與阿玉          | 電視劇       | 新娘            |
| 2025     | 2025年6月3日   | 台視                 | 寶島西米樂          | 電視劇       | 陳海珍          |

### 電影
| 拍攝年份 | 首播時間      | 發行公司         | 劇名                | 劇種         | 飾演 |  |
| -------- | ------------- | ---------------- | ------------------- | ------------ | ---- |  |
| 2017     | 2018年5月29日 | 博大影業         | 抓癢神探/校花神經探 | 大陸網路電影 | 夢夢 |  |
| 2022     | 2021年5月1日  | 春暉映像有限公司 | 一起一起            | 院線         |      |  |

### 電視節目
| 年份 | 播出日期          | 播出頻道                              | 節目名稱                   | 單元                                                                      |
| ---- | ----------------- | ------------------------------------- | -------------------------- | ------------------------------------------------------------------------- |
| 2014 | 6月16日           | 中天綜合台                            | 大學生了沒                 | EP1786 我不是混血兒！ 我是正港的原住民美女？！                            |
| 2015 | 12月10日          | 三立都會台                            | 國光幫幫忙                 | 超正！原住民美女的怒吼！不要再問我是不是很會XXX了！                       |
| 2016 | 2月4日            | 中天綜合台                            | 小明星大跟班               | 伸展台後辛酸血淚史！！兩代模特生死鬥                                      |
| 2016 | 2月20日           | 華視/東森綜合台                       | 天才衝衝衝                 | EP505                                                                     |
| 2016 | 3月3日            | TVBS歡樂台                            | 女人我最大                 |                                                                           |
| 2016 | 3月27日-4月17日   | 中天綜合台                            | 超強17練習生               | EP1-4                                                                     |
| 2016 | 5月26日           | 中天綜合台                            | 小明星大跟班               | 交往前~請讓我看看妳素顏的模樣                                             |
| 2016 | 11月7日           | 衛視中文台                            | 歡樂智多星                 |                                                                           |
| 2017 | 5月17日           | TVBS歡樂台                            | 女人我最大                 | 史上最強 聯誼必勝法則                                                     |
| 2018 | 3月1日            | 三立都會台                            | 國光幫幫忙之大哥是對的     | 初戀系美女登場！她們勾起你的青春記憶！！                                  |
| 2018 | 3月1日            | 衛視中文台                            | 歡樂智多星                 |                                                                           |
| 2018 | 7月12日           | 中天綜合台                            | 麻辣天后傳                 | 美女妳養這個好可怕 真的有人養這種怪寵物？                                 |
| 2018 | 7月21日           | 八大綜合台                            | 娛樂百分百                 | 誰是瞎掰王                                                                |
| 2018 | 8月20日           | 八大綜合台                            | 娛樂百分百                 | 凹嗚狼人殺                                                                |
| 2018 | 8月29日           | 衛視中文台                            | 歡樂智多星                 |                                                                           |
| 2018 | 10月12日-10月19日 | ETtoday新聞雲/中天綜合台/台視         | 聲林之王                   | EP1-2                                                                     |
| 2018 | 11月20日          | 東森綜合台                            | 明星便利店                 | 小學知識王篇－卡哇伊！帥大叔配雙胞胎小蘿莉？！56與左右跳舞萌出新高度！    |
| 2019 | 4月17日           | 東森綜合台                            | 全民星攻略                 | EP35 臺大菁英賽－破紀錄！KO九宮格抱走最大獎？資優生真材實料答題勢如破竹！ |
| 2019 | 8月25日           | 中視                                  | 飢餓遊戲                   | EP147                                                                     |
| 2019 | 10月2日           | 三立都會台/三立綜合台/東森超視        | 綜藝大熱門                 | 媳婦自己挑！為小孩幸福拚上老骨頭！？                                      |
| 2019 | 11月19日          | 東森綜合台                            | 全民星攻略                 | EP158 本土與留洋的PK賽！佩甄新節目跟城城互槓？竟放話要搶收視率？          |
| 2019 | 12月27日          | 東風衛視                              | Woman 說                   | EP180我們說_約會必看的不二法則！                                          |
| 2020 | 2月7日            | 東風衛視                              | Woman 說                   | EP24 我們說_心機女的秘密早八妝                                            |
| 2020 | 2月10日           | 三立都會台/三立綜合台/東森超視        | 綜藝大熱門                 | 3C知識大戰！5G世代來臨～不要再當3C白癡了！！                              |
| 2020 | 2月10日           | 衛視中文台                            | 歡樂智多星                 | 名偵探解碼王 理想女友隊 甜蜜情人隊 挑戰賽                                 |
| 2020 | 2月27日           | 三立都會台/三立綜合台/東森超視        | 綜藝大熱門                 | 誰才是動物王！？動物迷思解惑大賽！！                                      |
| 2020 | 5月13日           | 衛視中文台                            | 歡樂智多星                 | 歡樂部首王                                                                |
| 2020 | 4月18日           | 東風衛視                              | Woman 說                   | 我們說_窮養自己，富養寵物，值嗎？！                                       |
| 2020 | 6月12日           | YouTube/ETtoday新聞雲/中天綜合台/台視 | 菱格世代Dancing Diamond 52 | 52張王牌的誕生                                                            |
| 2020 | 6月23日           | YouTube                               | 國光幫幫忙之正妹老司機     | 清新正妹蔡祥的特殊才藝，讓司機大哥汗流浹背？！                            |
| 2020 | 6月25日           | YouTube                               | 國光幫幫忙之大哥開什麼東西 | EP69 消暑神物一本正經開黃腔，逗得妹子呵呵笑！                             |
| 2020 | 6月26日           | 公視台語台                            | 話山話水話玲瓏             | EP54                                                                      |
| 2020 | 7月14日           | 衛視中文台                            | 請問 你是哪裡人            | 哪裡人好物博覽會 振興經濟買一波                                           |
| 2020 | 8月11日           | 衛視中文台                            | 歡樂智多星                 | 大廚小撇步                                                                |
| 2020 | 8月26日           | 衛視中文台                            | 請問 你是哪裡人            | 老字號新創意！！超人氣冰店一次滿足                                        |
| 2020 | 9月27日           | 民視無線台                            | 綜藝大集合                 | 神奇後空翻！絕美雙人鋼管！超強腕力大賽！                                  |
| 2020 | 12月3日           | 東森綜合台                            | 全民星攻略                 | EP372                                                                     |

### 網路節目
| 年份   | 播出日期 | 播出頻道       | 節目名稱       |
| ------ | -------- | -------------- | -------------- |
| 2018年 | 3月7日   | 麥卡貝網路電視 | 琳來瘋(第一季) |
| 2018年 | 6月29日  | 17直播         | 當我們喇在一起 |

## 短片
- 2016年 styletc 名模小教室 用4招簡單運動消滅萬惡小腹&練出漂亮腹肌！
- 2018年 噪咖 控制狂女孩的困擾-只有妳知道
- 2018年 噪咖 受不了！盤點各種班上一定會出現的討人厭狀況！－只有你知道
- 2019年 噪咖 蒐集控的各種困擾-只有妳知道

## 出版作品
- 2016 Eelin Girl《輕甜心》撲克牌 [4]

- 2018 EELIN GIRL 撲克牌 [5]

- 2018 Girl愛女生雜誌 1月號
- 2019 Girl愛女生雜誌 2月號
- 2020 Girl愛女生雜誌 4月號

## 電視廣告
- 2015年 必勝客 光芒篇
- 2016年 長榮航空 聖誕節篇
- 2016年 麥香畢業季 我和我的三年好友篇
- 2017年 卡廸那95度C杯裝 薯條篇
- 2017年 7 ELEVEN【心熱園】蛋糕篇
- 2018年 資生堂碧麗妃 BENEFIQUE 失戀篇
- 2018年 格上租車 說走就走篇
- 2018年 全聯 鑽石鍋 動人篇
- 2019年 大正百保能感冒錠 吞不下去篇
- 2020年 星宇航空
- 2022年 日本神戶觀光大使

## 平面經歷
- 愛女生雜誌
- 東森購物
- GQ
- NEW BALANCE
- COOL雜誌
- 時報週刊
- styletc.樂時尚
- 中國時報
- 蘋果新聞
- 週刊王
- 男人幫
- 聯合報

## 活動
- 2016年 伊林輕甜心見面會
- 2018年 Eelin girl見面會
- 2018年 臉部平權運動臺北國道馬拉松

## 外部連結
- 蔡祥-Sonia Tsai的Facebook專頁
- 蔡祥 個人 Instagram
- 蔡祥 youtube